# Calamba (Misamis Occidental)
Calamba ist eine philippinische Stadtgemeinde in der Provinz Misamis Occidental. Sie hat 21.676 Einwohner (Zensus 1. August 2015).

## Baranggays
Calamba ist politisch in 19 Baranggays unterteilt.
| - Bonifacio - Bunawan - Calaran - Dapacan Alto - Dapacan Bajo - Langub - Libertad - Magcamiguing - Mamalad - Mauswagon | - Northern Poblacion - Salvador - San Isidro - Siloy - Singalat - Solinog - Southwestern Poblacion - Sulipat - Don Bernardo Neri Pob |